# Bièvres (Essonne)
Bièvres es una población y comuna francesa, ubicada en la región de Isla de Francia, departamento de Essonne, en el distrito de Palaiseau. Es el chef-lieu del cantón de Bièvres.
La comuna deriva su nombre del del río Bièvre que atraviesa el pueblo. Bièvre es la antigua palabra francesa para castor, por lo que el significado original del nombre de este arroyo es "río del castor".

## Demografía
| 900                       | 743 | 1 015 | 907 | 929 | 1 198 | 893 | 903 | 929 | 943 | 1 036 | 908 | 977 | 937 | 958 | 1 087 | 1 129 | 1 157 | 1 160 | 1 175 | 1 219 | 1 295 | 1 669 | 1 769 | 1 548 | 2 287 | 2 712 | 3 323 | 4 133 | 3 844 | 4 209 | 4 034 | 4 990 | 4 982 |
| (Fuente: Cassini e INSEE) |     |       |     |     |       |     |     |     |     |       |     |     |     |     |       |       |       |       |       |       |       |       |       |       |       |       |       |       |       |       |       |       |       |

## Cultura y patrimonio
En la población de Bièvres se encuentran los restos de la Abadía de Notre-Dame du Val-Profond, propiedad que perteneció al escritor Frédéric Soulié.